# Erika (krater)
Erika är en nedslagskrater med en diameter på 10 kilometer, på planeten Venus. Erika har fått sitt namn efter det fornnordiska kvinnonamnet Erika.